# Edelherthorzel
De edelherthorzel (Cephenemyia auribarbis) is een vliegensoort uit de familie van de horzels (Oestridae). De wetenschappelijke naam van de soort is voor het eerst geldig gepubliceerd in 1824 door Meigen.